# ヴァシリオス・ファシディス
ヴァシリオス・ファシディス（Vasilios Fasidis (ギリシア語: Βασίλειος Φασίδης、1996年6月22日 - ）は、ギリシャ・ヴェリア出身のプロサッカー選手。スーパーリーグ2・クサンティ所属。ポジションは、ミッドフィールダー（右ウイング）、ディフェンダー（ライトバック）。